# TrES-3b
TrES-3b es un planeta extrasolar ubicado a aproximadamente a 1300 años-luz orbitando la estrella GSC 03089-00929. Tiene un período orbital de sólo 31 horas y está experimentando decaimiento orbital por  efectos de marea. Tiene casi el doble de la masa de Júpiter.
Es el tercer exoplaneta en tránsito  descubierto por el Trans-Atlantic Exoplanet Survey. Fue descubierto en la constelación de  Hércules cerca de 10 grados al oeste de Vega, la estrella más brillante en el cielo de verano. Su masa se confirmó a través de mediciones de velocidad radial de la estrella anfitriona, que mostró la presencia de un compañero de masa planetaria con el mismo período que los tránsitos. La estrella de origen del planeta es un poco más pequeña y más fría que el sol. El periodo orbital es de menos de un tercio de día y es, unos de los de periodo más corto conocidos.